# Sam Messam
Samuel Messam (2 marzo 1986) è un ex calciatore neozelandese.

## Biografia
Messam deve il suo cognome alla famiglia adottiva in cui crebbe a Rotorua (Waikato), quella dei coniugi Messam, che oltre ai tre figli naturali ne adottò cinque tra cui lo stesso Sam e Liam, divenuto rugbista e internazionale negli All Blacks.

### Nazionale
Con la nazionale olimpica neozelandese ha partecipato alle olimpiadi di Pechino del 2008.